# Christian Ludwig von Podewils
Christian Ludwig von Podewils (* 1723; † 11. August 1783 in Berlin) war königlich preußischer Hof- und Legationsrat.

## Leben

### Herkunft
Ludwig Christian von Podewils entstammte dem namhaften, in Pommern schlossgesessenen Adelsgeschlecht der von Podewils. Seine Eltern waren der königlich preußische Hauptmann und Erbherr auf Neuhof, Battin sowie Crampe nebst zwei Bauernhöfen in Glötzin und einem Kossätenhof in Podewils, Ewald von Podwils († vor 1758) und dessen Gattin Sophie Louise von Beerfelde. Sein älterer Bruder Ernst Friedrich von Podewils war pommerscher Landrat.

### Werdegang
Podewils hatte sich im April 1744 für Rechtswissenschaft an der Brandenburgischen Universität Frankfurt eingeschrieben, wechselte jedoch am 20. Oktober Wechsel an die Friedrichs-Universität Halle. War dann zunächst Hofkavalier bei Markgraf Friedrich Wilhelm von Brandenburg-Schwedt (* 1700; † 1771). Seit 1752 besetzte er die Stellung eines königlich preußischen Geheimen expedierenden Sekretär und war ebenfalls Geheimer Hof- und Legationsrat in der Geheimen Staatskanzlei und Protokollführer im Geheimen Staatsrat. Dort besorgte er u. a. die kurmärkische Expedition.
Nach Erbvergleich mit seinem Bruder Ernst Friedrich von Podewils 1758 um die väterlichen Güter trat er in diese ein, verkaufte sie jedoch 1776 an den königlich preußischen Generalmajor Friedrich Wilhelm von Podewils a.d.H. Schwartow (* 1723; † 1784). 1782 war Podewils auch Herr auf Klein Rambin, Neuhof und Groß Reichow.
Mit Ludwig Christian von Podewils ist der gesamte uradelige Mannesstamm aus der von Wulff Podwyls to Podwils († nach 1458) gestiftete Linie auf Podewils, dem gleichnamigen Stammgut des Geschlechts erloschen.

### Familie
Podewils war mit einer NN von Sydow vermählt, hatte jedoch nur mit der Berlinerin Maria Katharina Kestner (* ca. 1751) einen natürlichen Sohn.
- Alexander (* 1774; † 1833), königlich preußischer Steuereinnehmer, 1788 in Berlin unter Beilegung des väterlichen Familiennamens und Wappens legitimiert, Stifter der briefadligen Familie von Podewils, welche bis ins 20. Jahrhundert fortbestand[2]